# ディスコーン・アンテナ
ディスコーン・アンテナ（英語: discone antenna）は、有限長バイコニカル・アンテナの上半分の円錐の開き角 {\displaystyle \theta } を 90°としたアンテナである。これにより上半分の円錐は円盤となる。使用可能な周波数範囲が広い特徴がある。

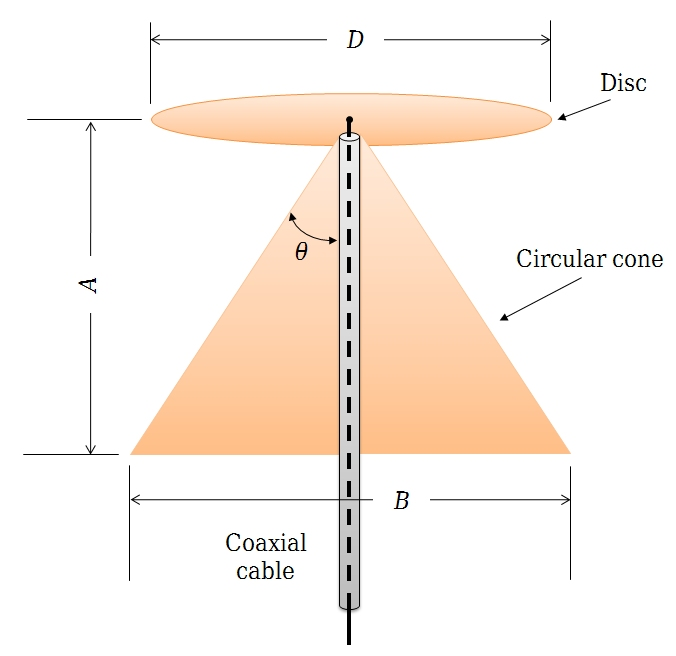
ディスコーン・アンテナの原理図。
Disc: 円盤
Circular cone: 円錐
Coaxial cable: 同軸給電線

## 概要
ディスコーン・アンテナは円盤(disc)と円錐(cone)から構成される板状アンテナで、ディスコーン(discone)の名はそれらを合成したものである。通常、円錐の内部から同軸ケーブルで円盤に給電する。円錐の長さは、最低使用周波数の 1/4 波長以上にするのが一般的である。このとき、入力インピーダンス特性は周波数の比で 8 倍以上の超広帯域特性となる。
指向特性は、図の鉛直方向まわりに無指向性であり、垂直偏波のアンテナとして使用されることが多い。高い周波数では、主ビームの方向が水平より上を向く。

## 設計法
設計の基準として、使用最低周波数を {\displaystyle f_{l}} [Hz]、この時の波長を {\displaystyle \lambda _{l}} とすると、円錐角 {\displaystyle \theta } を約 30°に、円盤の直径 {\displaystyle D} を 0.15{\displaystyle \lambda _{l}} 以上に、円錐の高さ {\displaystyle A} を約 0.2{\displaystyle \lambda _{l}} 以上にするとよい。
放射特性はダイポール・アンテナとほぼ等しいが、高い周波数では主ビームの方向が上を向く傾向にある。

## 実際のディスコーン・アンテナ
実際に作成する場合は、円盤、円錐ともに棒状の導体を用いて構成されることが多い。

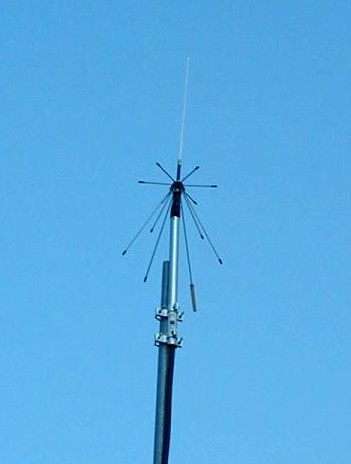
VHF～UHF をカバーするディスコーン・アンテナ

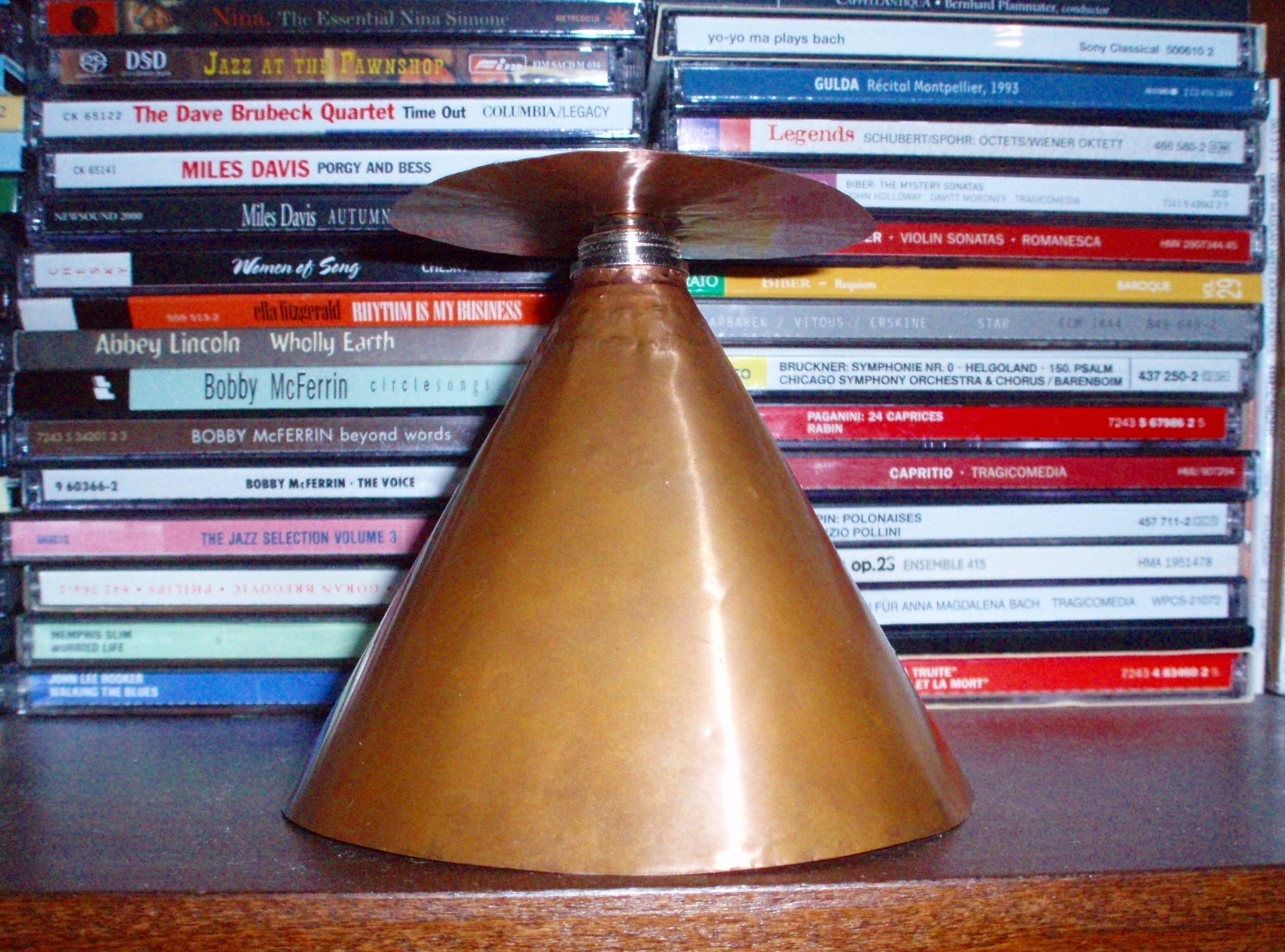
700MHz～2GHz をカバーする銅板で構成されたディスコーン・アンテナ